# Къстър (окръг, Небраска)
Вижте пояснителната страница за други значения на Къстър.
Окръг Къстър (на английски: Custer County) е окръг в щата Небраска, Съединени американски щати. Площта му е 6672 km², а населението - 11 793 души (2000). Административен център е град Брокън Боу.